# Système de fixation
Un système de fixation est l'application d'une ou plusieurs techniques permettant de rendre solidaire deux ou plusieurs pièces d'un assemblage.

## Histoire
Le premier système de fixation a probablement été inventé par l'homme préhistorique lors de la fabrication de ses armes de chasses. Il a assemblé, à l'aide d'un lien, une pointe en silex taillé, sur l'extrémité de son javelot.
Pour les formes les plus modernes de fixations voir l'article : Assemblage mécanique

## Principaux systèmes
- Vis-écrou : Assemblage précontraint fixé par frottement (ex. écrou cage)
- Assemblage par goujon ou agrafe
- Emboîtage élastique (clips) : déformation élastique sans retour possible en arrière.
- Clouage : assemblage fixé par frottement causé par la force de rappel sur une forme cylindrique déformée plastiquement.
- Soudage : fusion locale des réseaux cristallins du matériau (le même des deux côtés de la surface de contact).
- Collage : mise en contact avec un adhésif.
- Brasage : Mise en contact avec un métal en fusion qui se solidifie par baisse de la température.
- Fixations : Système d'attache des chaussures du rider à la planche.